# Staro Pračno
Staro Pračno falu Horvátországban, Sziszek-Monoszló megyében. Közigazgatásilag Sziszekhez tartozik.

## Fekvése
Sziszek belvárosától 3 km-re nyugatra, Sziszek közvetlen szomszédságában, a Kulpa bal partján, az Odra és a Kulpa összefolyásánál fekszik.

## Története
A település neve 1328-ban „Pratynis locus” alakban tűnik fel először.  1520-ban „possessio Prachno” néven szerepel. 1581-ben egy kisebb erődöt említenek itt, mely a török elleni Kulpamenti védelmi vonal része lehetett. 1773-ban az első katonai felmérés térképén „Dorf Brachno” néven találjuk. 1857-ben 80, 1910-ben 159 lakosa volt. A 20. század első éveiben a kilátástalan gazdasági helyzet miatt sokan vándoroltak ki a tengerentúlra. 1918-ban az új szerb-horvát-szlovén állam, majd később Jugoszlávia része lett. A második világháború idején a Független Horvát Állam része volt. A háború után a béke időszaka köszöntött a településre. Enyhült a szegénység és sok ember talált munkát a közeli városban. Lakosságának száma több évtizeden át dinamikusan növekedett. A falu 1991. június 25-én a független Horvátország része lett. 2011-ben 895 lakosa volt.

## Népesség
| Lakosság változása | Lakosság változása | Lakosság változása | Lakosság változása | Lakosság változása | Lakosság változása | Lakosság változása | Lakosság változása | Lakosság változása | Lakosság változása | Lakosság változása | Lakosság változása | Lakosság változása | Lakosság változása | Lakosság változása | Lakosság változása |
| ------------------ | ------------------ | ------------------ | ------------------ | ------------------ | ------------------ | ------------------ | ------------------ | ------------------ | ------------------ | ------------------ | ------------------ | ------------------ | ------------------ | ------------------ | ------------------ |
| 1857               | 1869               | 1880               | 1890               | 1900               | 1910               | 1921               | 1931               | 1948               | 1953               | 1961               | 1971               | 1981               | 1991               | 2001               | 2011               |
| 80                 | 107                | 114                | 148                | 144                | 159                | 156                | 176                | 178                | 187                | 228                | 586                | 759                | 906                | 881                | 895                |